# Finland i Eurovision Song Contest 2011
Finland kommer att delta i Eurovision Song Contest 2011 i Düsseldorf, Tyskland. Landet väljer artist och bidrag genom Euroviisut 2011, som anordnas av finska Yleisradio Oy (YLE).

## Tävlingsupplägg
Upplägget med deltävlingar kvarstår från tidigare år. I varje deltävling tävlade fem artister där tre gick vidare till finalen. Av de bidrag som inte tog sig vidare till finalen kom en jury att välja ut tre bidrag som skulle komplettera finalfältet. I finalen kommer man göra som tidigare år, dvs. de tre låtar som fått flest röster går vidare till en "super-final" där det finska bidraget till Eurovisionen 2011 kommer att utses. Programledare för de finska uttagningarna blev Jaana Pelkonen och Tom Nylund.
Den 6 juni 2010 meddelade YLE att man kunde börja skicka in bidrag till Euroviisut, vilket pågick till och med den 31 augusti samma år. Det meddelades också att Åbo skulle stå som värdstad för finalen den 12 februari 2011. Den 10 september meddelade YLE att det hade skickats in totalt 277 bidrag. Tolv av dessa skulle tävla i semifinalerna medan publiken skulle få rösta in tre andra låtar som s.k. wildcards, vilket skulle ske genom en webbomröstning. Webbjokertävlingen startade den 1 oktober och avslutades den 15 oktober. Precis som i den svenska uttagningen röstade tittarna via SMS.
Precis som föregående år fick vinnaren av den finska tangofestivalen Tangomarkkinat en plats i den finska uttagningen. 2010 års vinnare blev Marko Maunuksela. 
Den 30 september meddelade YLE bidragstitlarna samt namnen på de tolv tävlande artisterna.

## Webbjokrar
De tre bidrag som är markerade med gul bakgrund tog sig vidare till deltävlingarna. SMS-omröstning pågick mellan 1 och 15 oktober 2010.
| Artist                         | Bidrag                    |
| ------------------------------ | ------------------------- |
| Christa Renwall                | "Fool of Yourself"        |
| Tony Green                     | "Miracle"                 |
| Suvi                           | "We are one"              |
| Sara Sayed                     | "Shallow Waters"          |
| Paul Oxley                     | "The Prisoner"            |
| Pauliina Salonen               | "Every Day"               |
| Emilie Untamala & Jole Nissilä | "It Is You"               |
| Joel Främling                  | "Man in Squalor"          |
| Anfisa                         | "Give Me Power to Resist" |
| Chorale                        | "Share Your Life"         |
| Cardiant                       | "Rapture in Time"         |
| Saara Aalto                    | "Blessed with Love"       |
| Sonja Bishop                   | "This Is My Life"         |
| Father McKenzie                | "Good Enough"             |
| Blackbird                      | "Gooseberry"              |

## Deltävlingarna
Varje deltävling innehöll fem bidrag - fyra utvalda av YLE och en webbjoker. Semifinalerna hölls den 14, 21 och 28 januari i Åbo. Från varje deltävling gick tre bidrag till finalen, medan övriga två hamnade i en restgrupp där en jury sedermera valde ut tre stycken att komplettera finalfältet.

### Deltävling 1
Sändes den 14 januari 2011. De bidrag med gul bakgrund tog sig till finalen.
| Nr | Artist             | Bidrag                        | Text (t)/musik (m)/text & musik (t & m)                                                           |
| -- | ------------------ | ----------------------------- | ------------------------------------------------------------------------------------------------- |
| 1  | Automatic Eye      | "I'm Not the One Who's Sorry" | Pete Murto (t & m), Jonas Olsson (m), Heikki Hiekkasalmi (m), Antti Aalto (m), Lauri Uusitalo (m) |
| 2  | Marko Maunuksela   | "Synkän maan tango"           | Mika Toivanen (t & m)                                                                             |
| 3  | Johanna Iivanainen | "Luojani mun"                 | Johanna Iivanainen (m), Edu Kettunen (t)                                                          |
| 4  | Jonna              | "Puppets"                     | Jonna (m & l), Miika Colliander (m)                                                               |
| 5  | Cardiant           | "Rapture in Time"             | Antti Hänninen (m), Lauri Hänninen (t)                                                            |

### Deltävling 2
Sändes den 21 januari 2011. De bidrag med gul bakgrund tog sig till finalen.
| Nr | Artist           | Bidrag                 | Text (t)/musik (m)/text & musik (t & m)                                         |
| -- | ---------------- | ---------------------- | ------------------------------------------------------------------------------- |
| 1  | Soma Manuchar    | "Strong"               | Ellen T. (t & m), Antti C. (t & m)                                              |
| 2  | Paradise Oskar   | "Da Da Dam"            | Axel Ehnström (t & m)                                                           |
| 3  | Jimi Constantine | "Party to Party"       | Jimi Constantine (t & m), Axel (t & m), Pekko Haimi (t & m), Tracy Lipp (t & m) |
| 4  | Milana Misic     | "Sydämeni kaksi maata" | Juha Tikka (m), Susanna Haavisto (t)                                            |
| 5  | Father McKenzie  | "Good Enough"          | Tobias Granbacka (t & m)                                                        |

### Deltävling 3
Sändes den 28 januari 2011. De bidrag med gul bakgrund tog sig till finalen.
| Nr | Artist           | Bidrag                | Text (t)/musik (m)/text & musik (t & m)                           |
| -- | ---------------- | --------------------- | ----------------------------------------------------------------- |
| 1  | Eveliina Määttä  | "Dancing in the Dark" | Axel Johansson (t & m), Mats Tärnfors (t & m), Tracy Lipp (t & m) |
| 2  | Sami Hintsanen   | "Täältä maailmaan"    | Antti Kleemola (m), Mikko Karjalainen (t)                         |
| 3  | Tommi Soidinmäki | "Seis!"               | Petri Laaksonen (m), Kyösti Salokorpi (t)                         |
| 4  | Saara Aalto      | "Blessed with Love"   | Saara Aalto (t & m)                                               |
| 5  | Stala & So.      | "Pamela"              | Sampsa A. Stala (t & m), Sami J. (m)                              |

## Finalen
Sändes den 12 februari 2011. Nedan presenteras bidragen i startordningen. 
| Nr | Artist             | Bidrag                 | Text (t)/musik (m)/text & musik (t & m)                           |
| -- | ------------------ | ---------------------- | ----------------------------------------------------------------- |
| 1  | Eveliina Määttä    | "Dancing in the Dark"  | Axel Johansson (t & m), Mats Tärnfors (t & m), Tracy Lipp (t & m) |
| 2  | Sami Hintsanen     | "Täältä maailmaan"     | Antti Kleemola (m), Mikko Karjalainen (t)                         |
| 3  | Milana Misic       | "Sydämeni kaksi maata" | Juha Tikka (m), Susanna Haavisto (t)                              |
| 4  | Paradise Oskar     | "Da Da Dam"            | Axel Ehnström (t & m)                                             |
| 5  | Cardiant           | "Rapture in Time"      | Antti Hänninen (m), Lauri Hänninen (t)                            |
| 6  | Johanna Iivanainen | "Luojani mun"          | Johanna Iivanainen (m), Edu Kettunen (t)                          |
| 7  | Father McKenzie    | "Good Enough"          | Tobias Granbacka (t & m)                                          |
| 8  | Marko Maunuksela   | "Synkän maan tango"    | Mika Toivanen (t & m)                                             |
| 9  | Saara Aalto        | "Blessed with Love"    | Saara Aalto (t & m)                                               |
| 10 | Stala & So.        | "Pamela"               | Sampsa A. Stala (t & m), Sami J. (m)                              |

### Fotnoter
1. 1 2 3  ”Arkiverade kopian”. Arkiverad från originalet den 3 oktober 2010. https://web.archive.org/web/20101003153602/http://www.esctoday.com/news/read/16151. Läst 30 september 2010.
2. ↑  ”Arkiverade kopian”. Arkiverad från originalet den 10 juli 2010. https://web.archive.org/web/20100710142701/http://www.esctoday.com/news/read/15929. Läst 11 september 2010.
3. ↑  http://www.oikotimes.com/v2/index.php?file=articles&id=8457
4. ↑  ”Arkiverade kopian”. Arkiverad från originalet den 14 september 2010. https://web.archive.org/web/20100914011246/http://www.esctoday.com/news/read/16109. Läst 11 september 2010.
5. ↑  ”Arkiverade kopian”. Arkiverad från originalet den 15 augusti 2010. https://web.archive.org/web/20100815002417/http://www.esctoday.com/news/read/15999. Läst 11 september 2010.
6. 1 2 3  http://www.viisukuppila.fi/suomen-karsinta/
7. ↑  ”Arkiverade kopian”. Arkiverad från originalet den 4 februari 2011. https://web.archive.org/web/20110204184021/http://www.esctoday.com/news/read/16639. Läst 1 februari 2011.